# Vojtěch Cach
Vojtěch Cach (* 7. August 1914 in Wien; † 30. September 1980 in Prag) war tschechoslowakischer Schriftsteller und Dramatiker.

## Leben
Geboren in Wien, lebte er schon seit seiner frühen Jugend in der Tschechoslowakei. Er wuchs in Holice auf und besuchte die Realschule in Pardubice.
Er gehörte zu einer Generation, die gekennzeichnet war durch die hohe Arbeitslosigkeit, verursacht von der Weltwirtschaftskrise in den dreißiger Jahren. Cach spürte die Auswirkungen von nur kurzen Beschäftigungen und der Arbeitslosigkeit am eigenen Leib. In der Zeit, als die Nationalsozialisten in Deutschland die Macht übernahmen, wurde er Zeitungsredakteur in Eger. Während des Krieges trat er in den Widerstand ein und kämpfte auf den Seiten der Partisanen gegen die deutschen Besetzer.

## Werke
Nach dem Krieg war er von der Kohleförderung und dem Kampf um jede Tonne Kohle in Nordböhmen fasziniert und veröffentlichte darüber einige Reportagen. 1947 entstanden seine ersten Rundfunkhörspiele über das Leben in den Kohlenrevieren. In seinen historischen Dramen beschreibt er die Arbeiterbewegung und Vorkriegszeit. In den Kinderbüchern verewigt er die Situation während der Wirtschaftskrise, schreibt aber auch einen Abenteuerroman für Jungen.

### Drama
- Duchcovský viadukt (Viadukt von Dux) – Historischer Roman über Nordböhmen
- Mostecká stávka, premiéra 1953 (Brüxer Aufstand 1953)
- Paní Kalafová (Frau Kalaf), über Ereignisse in der Region Kladno im Dezember 1920
- Příběh plukovníka Adamíry (Die Geschichte des Oberst Adamir), aus der Zeit der Geschehnisse in München 1938

### Kinderbücher
- Proč táta nepíše (Warum schreibt Vater nicht), Geschichten aus der Zeit der Wirtschaftskrise
- Tajemství Anny Marie (Das Geheimnis der Anna Maria), Abenteuerroman für Jungs

### Weitere Bücher
- Náklad do Hamburku (Fracht nach Hamburg)
- Chlapec s klíčkem (Der Junge mit dem Schlüssel)
- Člověk v kleci (Der Mensch im Zwinger)
- Na druhé straně plotu (An der anderen Seite des Zauns)
- Přicházím za tebou (Ich komme mit Dir)
- Zatmění slunce (Sonnenfinsternis)
- Havárie (Havarie), Novelle aus Nordböhmen
- Bledá tvář měsíce (Die bleiche Seite des Mondes), Gegenwartsroman aus Nordböhmen
- Praskot ve větvích (Das Knistern in Ästen), Romanchronik

| Personendaten    | Personendaten       |
| ---------------- | ------------------- |
| NAME             | Cach, Vojtěch       |
| KURZBESCHREIBUNG | tschechischer Autor |
| GEBURTSDATUM     | 7. August 1914      |
| GEBURTSORT       | Wien                |
| STERBEDATUM      | 30. September 1980  |
| STERBEORT        | Prag                |